# Sipyloidea enganensis
Sipyloidea enganensis är en insektsart som beskrevs av Giglio-Tos 1910. Sipyloidea enganensis ingår i släktet Sipyloidea och familjen Diapheromeridae. Inga underarter finns listade i Catalogue of Life.